# Dominique Jackson

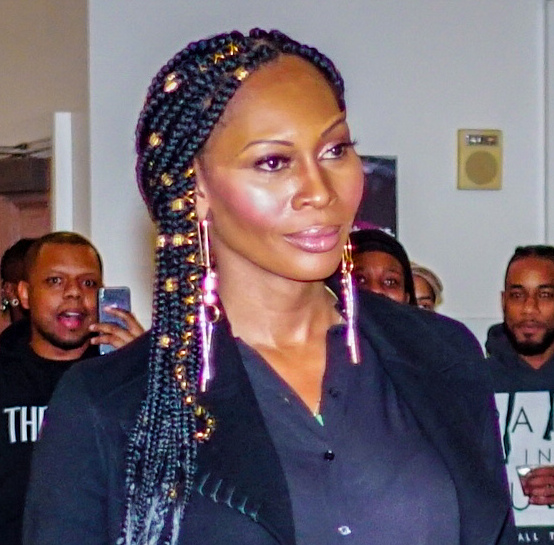
Dominique Jackson auf einer Veranstaltung am Welt-AIDS-Tag 2018 in Washington

Dominique Jackson (geboren 1964 oder 1965 in Scarborough, bürgerlich Dominique Brebner), auch bekannt als Tyra Allure Ross, ist eine aus Trinidad und Tobago stammende, in den Vereinigten Staaten lebende Schauspielerin, Model und Autorin. Als Darstellerin wurde sie vor allem für ihre Hauptrolle Elektra Abundance in der FX-Fernsehserie Pose bekannt, als Model unter anderem durch Auftritte auf der Mercedes-Benz Fashion Week sowie in der The New York Times, Playbill und Vogue España.

## Leben
Dominique Brebner wurde 1964 oder 1965 in Scarborough, der Hauptstadt der Insel Tobago, geboren. Jackson wuchs bei ihrer Großmutter auf und sah sich laut eigener Aussage in ihrer Heimat Mobbing von Stadtbewohnern aufgrund ihres weiblichen Erscheinungsbilds und sexuellem Missbrauch durch einen lokalen Priester ausgesetzt. Da ihre Familie und Gemeinschaft ihre trans Identität nicht akzeptierten, wanderte sie im Alter von 15 Jahren illegal in die Vereinigten Staaten ein. Dort nahm sie den Nachnamen Jackson nach ihrem Jugendidol Michael Jackson an.
In Baltimore angekommen machte Jackson ihren Abschluss an der Owings Mills High School, anschließend ging sie auf die Fayetteville State University und die Morgan State University. Nach dem College zog sie nach New York, wo sie eine Zeit lang obdachlos war, unter Alkohol- sowie Drogensucht litt und sich gezwungen sah, durch Prostitution an Geld zu kommen. Sie erwarb mehrere Kreditkarten, die sie überzog, was 10.000 Dollar Schulden zur Folge hatte. 1993 kehrte sie zurück nach Baltimore, wo sie erstmals in Kontakt mit der Ball-Szene kam, eine Subkultur der LGBT-Gemeinschaft, in der mehrere Mitglieder sogenannter Houses bei Ball genannten Veranstaltungen in künstlerischen Wettbewerben gegeneinander antraten. Fortan lebte Jackson in verschiedenen Houses, bevor sie sich in New York im House of Sinclair niederließ. 2006 entschloss sie sich, die Kreditkarten-Rückstände per Monatsraten von 900 Dollar zu konsolidieren, die Schulden konnte sie schließlich 2016 vollständig begleichen.

## Karriere

### Model und Schauspielerin
Jackson fing kurz nach ihrer Einreise in die Vereinigten Staaten an, meist unentgeltlich als Model zu arbeiten, wobei sie ihre ersten Auftritte auf einer Veranstaltung in Baltimore beziehungsweise der Brooklyn Fashion Week absolvierte. 2009 wurde sie im Modehaus des Designers Adrian Alicea fest angestellt, für den sie unter anderem in der Mercedes-Benz Fashion Week über den Laufsteg lief. Sie modelte neben weiteren Auftritten auch für die spanische Ausgabe der Vogue sowie die The New York Times und Playbill.
Jackson gab 2009 ihr Filmdebüt in dem Fernsehfilm Christopher Street: The Series über die für die US-amerikanische LGBT-Gemeinde äußerst bedeutende gleichnamige Straße. 2015 wirkte sie an der Dokumentation MY TRUTH, MY STORY: A Caribbean LGBTQ+ Oral History Project des Caribbean Equality Project mit, das sich für aus Karibik-Staaten stammenden LGBT-Personen einsetzt. Im selben Jahr spielte sie im Off-Broadway-Stück Incongruence von Carla Pridgen mit, das auf mit trans Personen geführten Interviews basiert.
Während sie 2016 auf einem Fundraiser im Ballroom-Stil über den Laufsteg lief, gab sie einer Kollegin, die an ihr vorbeiging, einen High five, wodurch sie die Aufmerksamkeit des Filmemachers und Produzenten Cecilio Asuncion auf sich zog. Dieser bot ihr eine Rolle in der mit einem GLAAD Media Award ausgezeichneten Reality-Fernsehserie Strut an, in der es um den Alltag von fünf tran Models geht. Zudem wechselte Jackson von Alicea in das Slay genannte, von Asuncion selbst eröffnete Modehaus, in dem nur trans Models angestellt sind. Seit ihrer Zeit bei Slay war sie unter anderem bei der New York Fashion Week zu sehen.
2018 wurde Jackson während eines halbjährigen Castings für die Rolle der Elektra Abundance in der von Ryan Murphy, Brad Falchuk und Steven Canals erdachten FX-Serie Pose besetzt. Elektra ist die Leiterin des House of Abundance, in der Serie geht es um die Ballroom-Szene der 1980er und 1990er Jahre und ihrer Mitglieder, die zudem gegen Homo- und Transphobie, Rassismus sowie HIV kämpfen müssen. Die Rolle weist auch einige Parallelen zu Jacksons Jugend auf, da Elektra ebenfalls kurzzeitig ohne Obdach und Geldquelle lebt. In der zweiten Staffel trägt Jacksons Rolle den Nachnamen Wintour, da sie ein neues House gründet.

### Autorin und Aktivistin

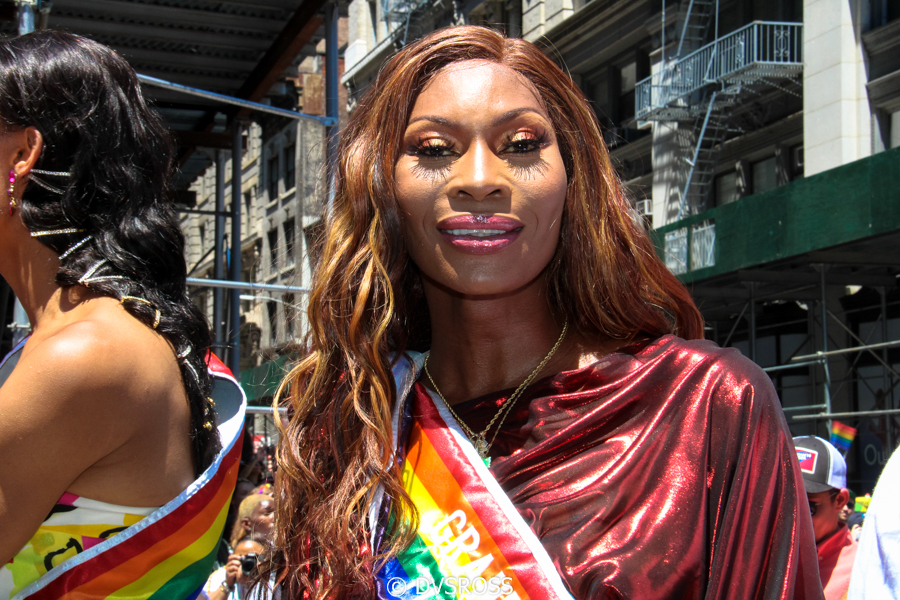
Dominique Jackson auf der New York Pride 2019

Im Jahr 2014 veröffentlichte Jackson nach einem 13-jährigen Schreibprozess ihre Autobiographie The Transsexual from Tobago, in der sie sich unter anderem mit ihrer psychischen Gesundheit auseinandersetzte. Zudem ist sie für mehrere Non-Profit-Organisationen tätig, unter anderem Destination Tomorrow in der Bronx, ein Bürgerhaus und laut Gründer Sean Coleman „jederzeit zugänglicher Zufluchtsort“. Jackson bot Coleman an, per Fundraising Geld für die Organisation zu sammeln, worauf sie einen Platz in der Organisation erhielt. Sie war fünf Monate lang im Vorstand als Programm-Direktorin tätig. Destination Tomorrow setzt sich für Mitglieder der LGBT-Gemeinschaft im Alter von 13 bis 24 Jahren ein, wobei der Schwerpunkt auf der Betreuung von trans Personen liegt. Die Organisation unterstützt die Betroffenen bei gesundheitlichen Problemen, unter anderem bei fehlenden Krankenversicherungen, bietet ihnen Vorbereitungskurse für den GED an, berät sie im Bereich Wohnungsmarkt und hilft ihnen dabei, ein finanziell selbstbestimmtes Leben zu führen.

## Persönliches
Im März 2015 erhielt Jackson eine Greencard, im selben Jahr unterzog sie sich einer geschlechtsangleichenden Operation.
Nach einer 18-jährigen Beziehung heiratete Jackson im Oktober 2016 ihren Lebensgefährten Al Jackson. Die Hochzeitszeremonie wurde in einer Folge von Strut live im Fernsehen übertragen.
2018 behauptete Jackson, während eines Urlaubs-Aufenthalts auf Aruba in ihrem Hotel Opfer einer versuchten Vergewaltigung durch einen anderen Hotelgast geworden zu sein. Nach ihren Angaben wurden sie und ihr Ehemann nach der Ankunft der Polizei des Hotels verwiesen. Im März 2020 erklärte Jackson öffentlich, sich einige Zeit zuvor von ihrem Partner getrennt zu haben, das Paar ließ sich zudem scheiden.

## Filmografie
- 2009: Christopher Street: The Series (Fernsehfilm)
- 2015: MY TRUTH, MY STORY: A Caribbean LGBTQ+ Oral History Project (Dokumentarfilm, Interviewpartnerin)
- 2015: Call Me (Fernsehserie, Folge 1x1)
- 2016: Walk for Me (Kurzfilm)
- 2016: Strut (Dokumentar-Fernsehserie, 6 Folgen)
- 2018–2021: Pose (Fernsehserie, 26 Folgen)
- 2018: Visible: The LGBTQ Caribbean Diaspora (Dokumentarfilm)
- 2020: Chick Fight
- 2021: American Gods (Fernsehserie, 3 Folgen)
- 2022: American Horror Stories (Fernsehserie, Folge 2x5)
- 2022: The Book of Queer (Fernsehserie, Folge 1x5)

## Werke
- The Transsexual from Tobago. CreateSpace Independent Publishing Platform, Scotts Valley 2017, ISBN 978-1-4975-1227-6.